# Franz von Eichmann
Franz von Eichmann (* 21. Januar 1864 in Petrópolis, Brasilien; † 11. März 1933 in Wallnitz, Landkreis Freystadt) war ein deutscher Verwaltungsbeamter und Rittergutsbesitzer.

## Familie
Franz von Eichmann war Sohn des Kaiserlichen Gesandten Friedrich von Eichmann und der Emilie (Emmy) geb. Wietzlow. Sein Großvater war der preußische Innenminister und Oberpräsident der Rheinprovinz und der Provinz Preußen Franz August Eichmann. Einer seiner Brüder war der Landrat und Regierungspräsident Fritz von Eichmann. Franz von Eichmann war verheiratet mit Emmy Freiin von Langermann und Erlencamp. Sie hatten einen Sohn.

## Leben
Nach dem Besuch des Gymnasiums in Schulpforta und Glogau studierte Franz von Eichmann an der Universität Lausanne, der Rheinischen Friedrich-Wilhelms-Universität Bonn, der Alma Mater Lipsiensis und der Schlesischen Friedrich-Wilhelms-Universität Breslau Rechts- und Staatswissenschaften. 1886 wurde er Mitglied des Corps Borussia Bonn. Nach dem Studium trat er in den preußischen Staatsdienst ein. Von 1896 bis 1898 war er Landrat des Landkreises Freystadt. Am 1. Juli 1919 wurde er aus dem Staatsdienst entlassen. Er war Herr auf Wallnitz im Kreis Freystadt.

## Auszeichnungen
- Ernennung zum Geheimen Regierungsrat, 1917[4]